# 府中用水
府中用水（ふちゅうようすい）は、多摩川の4か所から引かれ、東京都国立市・府中市を流れ最終的に調布市で多摩川に合流する用水路。
東京都で唯一である疏水百選の一つ。付近では古代中世から農耕が盛んになり、これによって江戸幕府の経済基礎を支える為に本用水が整備利用されてきた。

## 概要

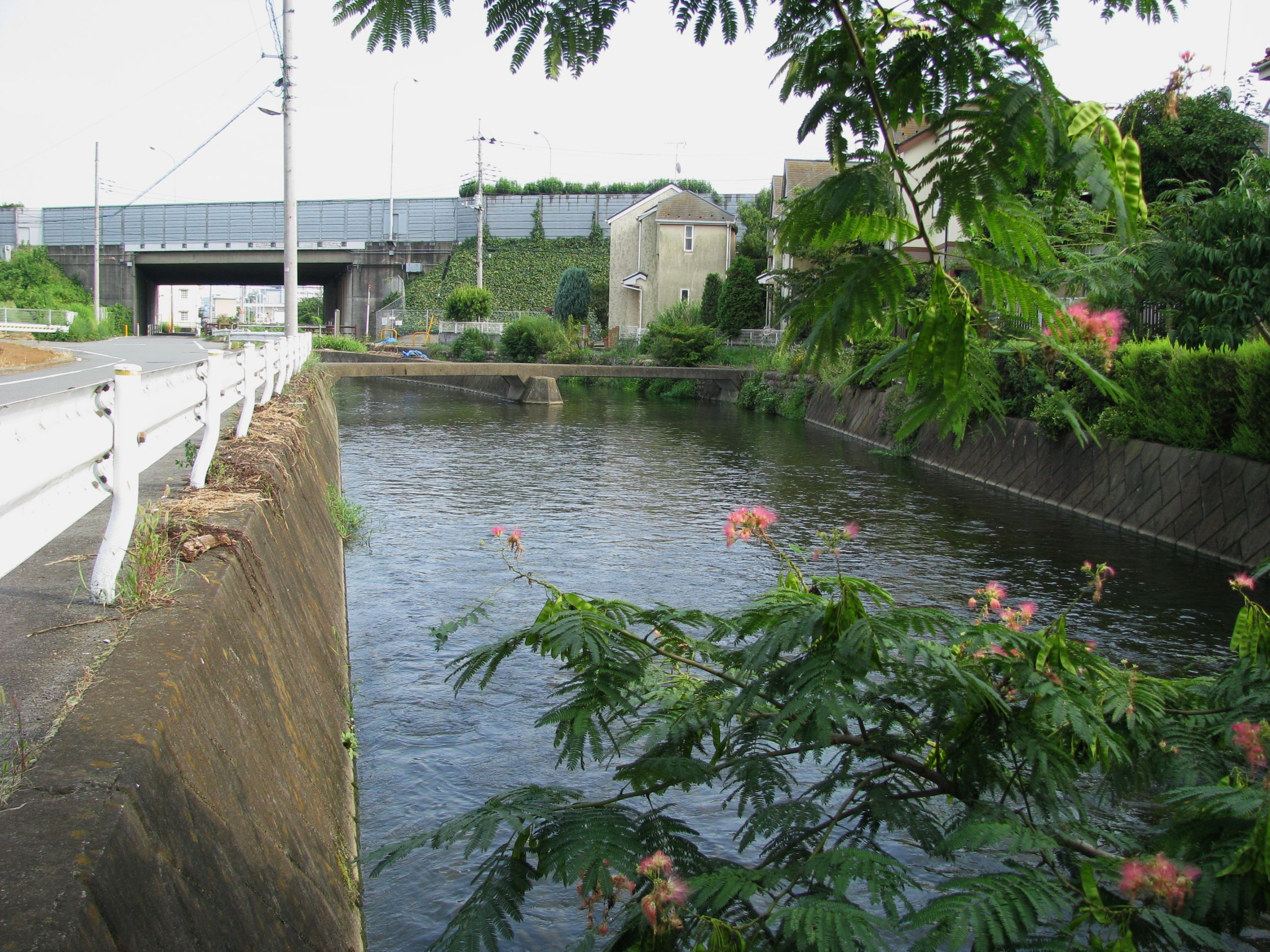
国立市の府中用水

府中崖線の南側に沿って流れる約6kmの農業用水路。7カ村用水とも呼ばれる。江戸初期（1693年）に多摩川の古い河床を利用して開削され、本町・番場宿・新宿・青柳村・上谷保村・下谷保村・是政村の7村を通り、農地に水を供給し生活用水となっていた。
ハケからの湧水と国立市青柳にて多摩川から取水し、途中で谷保分水が分かれる。
東京都立府中西高等学校の北側で府中市に入る。各所の田畑を潤した後に多摩川に戻る。
現在は灌漑用水と都市排水路として利用されているが、浄化活動が行われている。

## 橋梁・施設
- 谷保堰 - 谷保分水を分ける
- 国宮橋

## 用水
- 本宿村用水
- 四谷村外ニケ村用水

## 運営
- 旧（国司が把握し、江戸時代には運営組織が存在）
  - 西府用水組合

- 現
  - 府中市西府用水組合、府中市用水組合、府中市是政用水組合、府中市多摩用水組合、府中市二カ村用水組合

## 参考
- 「府中の用水」　武蔵府中業書4 府中市　1976年
- 「府中市内旧名調査報告書　道・坂・塚・川・堰・橋の名前」　府中市郷土館紀要別冊　1955年
- 農林水産省
- 国立市
- 疏水百選
- 京浜河川事務所